# Zeetulp
De zeetulp (Megabalanus tintinnabulum) is een zeepokkensoort uit de familie van de Balanidae. De wetenschappelijke naam van de soort werd als Lepas tintinnabulum in 1758 gepubliceerd door Carl Linnaeus.

## Beschrijving
De zeetulp is een grote zeepoksoort, tonvormig of smal conisch van vorm die tot 7,5 cm in hoogte en diameter kan worden. Het onderscheidt zich van andere leden van het geslacht Megabalanus door het hebben van ongegroefde groeiruggen op de buitenste kalkplaatjes (scutum) en door de parietele dekplaten zonder stekels of stekelige uitsteeksels. De parietele platen kunnen ruw of glad zijn en zijn soms licht omgevouwen. De basale rand van de schelp is recht of licht bochtig. De kleur is een bleke tint van roodachtig of blauwpaars, soms in de lengterichting gestreept met een donkerdere of lichtere tint en soms met transversale kleurbanden. De pokken groeien vaak in clusters van ongeveer een dozijn aaneengekitte individuen. Door zijn grootte kan de soort competitie aangaan met andere organismen.

## Voorkomen
Oorspronkelijk kwam de soort alleen voor in tropische wateren, maar sinds 1764 komt deze zeepok in Nederland ook voor op scheepsrompen. In 1998 werden langs de Belgische kust populaties op boeien waargenomen.